# Da Nang Tennis Open
Il Da Nang Tennis Open, nome ufficiale Vietnam Tennis Open Da Nang City, è stato un torneo professionistico di tennis che faceva parte dell'ATP Challenger Tour. Si è giocata una sola edizione, tra il 7 e il 12 gennaio del 2019, sui campi in cemento del Tiên Sơn Sports Village a Da Nang, in Vietnam.

## Albo d'oro

### Singolare maschile
| Anno | Campione          | Finalista    | Punteggio |
| ---- | ----------------- | ------------ | --------- |
| 2019 | Marcel Granollers | Matteo Viola | 6–2, 6–0  |

### Doppio maschile
| Anno | Campioni                             | Finalisti                              | Punteggio        |
| ---- | ------------------------------------ | -------------------------------------- | ---------------- |
| 2019 | Hsieh Cheng-peng Christopher Rungkat | Leander Paes Miguel Ángel Reyes Varela | 6–3, 2–6, [11–9] |